# 库肖
库肖（義大利語：Cusio），是意大利贝加莫省的一个市镇。总面积9.34平方公里，人口274人，人口密度29.3人/平方公里（2009年）。国家统计（ISTAT）代码为016090。